# Domont
Domont je francouzská obec v departementu Val-d'Oise v regionu Île-de-France. V roce 2014 zde žilo 15 240 obyvatel. Je centrem kantonu Domont.

## Poloha obce
Sousední obce jsou: Andilly, Bouffémont, Ézanville, Moisselles, Montlignon, Montmorency, Piscop a Saint-Prix.

## Vývoj počtu obyvatel
Počet obyvatel